# Manuel III av Trapezunt
Manuel III av Trapezunt, född 1364, död 1417, var regerande kejsare av Trapezunt från 1390 till 1417. 